# Gray Rock (Insel)
Der Gray Rock ist ein Klippenfelsen im Südatlantik. Er ist die drittgrößte Insel in der Westgruppe der Clerke Rocks, von zahlreichen weiteren Klippen und Brandungspfeilern umgeben und ein beliebtes Brutgebiet antarktischer Meeresvögel.
Das UK Antarctic Place-Names Committee benannte die Insel 2009. Namensgeber ist James Gray, Bootsmann an Bord der Adventure während der zweiten Südseereise (1772–1775) des britischen Seefahrers James Cook, bei der 1775 die Clerke Rocks entdeckt wurden.